# Карен Еллеманн
Карен Еллеманн (дан. Karen Ellemann; нар. 26 серпня 1969) — данська політична діячка і журналістка, член партії «Венстре», міністр рівності та північної співпраці Данії (2016—2018), міністр навколишнього середовища (2010—2011), міністр внутрішніх та соціальних справ (2009—2010 та 2015—2016).

## Політична кар'єра
З 2005 по 2007 рік була членом міської ради в муніципалітеті Рудерсляд. На парламентських виборів 2007 року була обрана до парламенту Данії.
7 квітня 2009 року вона була призначена міністром внутрішніх та соціальних справ у кабінеті прем'єр-міністра Ларса Люкке Расмуссена. У лютому 2010 року вона стала міністром навколишнього середовища та міністром північного співробітництва. 28 червня 2015 року вона була призначена міністром внутрішніх та соціальних справ у кабінеті прем'єр-міністра Ларса Люкке Расмуссена.
На загальних виборах у Данії 2011 та 2015 років, була переобрана у парламент. Після виборів Венстре отримала підтримку більшості у Фолкетингу, і Ларс Люкке Расмуссен знову став прем'єр-міністром, а Карен Еллеманн знову була призначена міністром внутрішніх справ та справ. Обіймала цю посаду до 28 листопада 2016 року, коли Венстре увійшла до коаліційного уряду з Ліберальним союзом та Консервативною народною партією і сформувала вже третій кабінет Ларса Люкке Расмуссена. Обійняла посаду міністра з питань гендерної рівності та північного співробітництва.
2 травня 2018 року Еллеманн покинула уряд, щоб стати лідером парламентської групи Венстре. Стала першою жінкою, яка обійняла цю посаду.
На загальних виборах у Данії 2019 року, була переобрана у парламент.

## Критика
Карен Еллеман вважається суперечливим політиком у Данії через рішення на посаді міністра навколишнього середовища щодо ввезення 6000 тонн високотоксичних хімічних відходів ГХБ, також відомих як гексахлорбензол, з Австралії. Карен Еллеманн переконана, що імпорт є гарною можливістю виявити данське ноу-хау у процесі поводження з відходами ГХБ.
Противники критикували це рішення з через погані екологічні наслідки, які можуть трапились під час перевезення відходів на відстань 22 000 км до Данії.

## Особисте життя
Карен — донька колишнього міністра закордонних справ, Уффе Еллеманн-Йенсена. Вона є дипломованим вчителем. Вона розлучена і має двох дітей, з якими вона живе в Хорсхольмі.